# Karl Hanisch
Karl Hanisch (ur. 20 stycznia 1900, zm. 5 marca 1957) – austriacki szermierz, brązowy medalista mistrzostw świata.
Podczas mistrzostw świata w Wiedniu w 1931 roku (oficjalnie zawody tego cyklu rozgrywane są pod tą nazwą dopiero od 1937) Austriacy w składzie: Ernst Baylon, Richard Brünner, Kurt Ettinger, Karl Hanisch, Hans Lion i Karl Sudrich zdobyli brązowy medal we florecie drużynowym.
Na igrzyskach olimpijskich w Berlinie w 1936 roku był piąty w szabli drużynowej. Startował tam również w szpadzie, indywidualnie i drużynowo odpadając w pierwszej rundzie. Został ponadto zgłoszony do startu w konkurencjach szabli na igrzyskach olimpijskich w Londynie w 1948 roku, jednak ostatecznie nie wystąpił. 
Kilkukrotnie zdobywał mistrzostwo kraju: w szpadzie indywidualnej w latach 1934 i 1936, florecie indywidualnym w latach 1944 i 1948 oraz szabli indywidualnej w 1944 roku. 